# Mogyoród
Mogyoród ist eine  ungarische Großgemeinde im Kreis Gödöllő im Komitat Pest.
Bekanntheit erlangte sie durch den Hungaroring, auf dem seit der Formel-1-Saison 1986 jährlich um den Großen Preis von Ungarn gefahren wird.

## Geografische Lage
Mogyoród liegt 19 Kilometer nordöstlich des Zentrums der Hauptstadt Budapest und 9 Kilometer westlich der Kreisstadt Gödöllő.

## Geschichte
Im Jahr 1913 gab es in der damaligen Großgemeinde 348 Häuser und 1973 Einwohner auf einer Fläche von 6606 Katastraljochen. Sie gehörte zu dieser Zeit zum Bezirk Gödöllő im Komitat Pest-Pilis-Solt-Kiskun.

## Gemeindepartnerschaften
Es bestehen folgende Gemeindepartnerschaften:
- Santa Lucia di Piave, Italien, seit 2019
- Siculeni, Rumänien, seit 2009

## Sehenswürdigkeiten
- Evangelische Kirche
- Reformierte Kirche
- Römisch-katholische Kirche Szent Mihály főangyal, erbaut 1749 im barocken Stil
- Standbild des Heiligen Ladislaus (Szent László szobra)
- Hungaroring

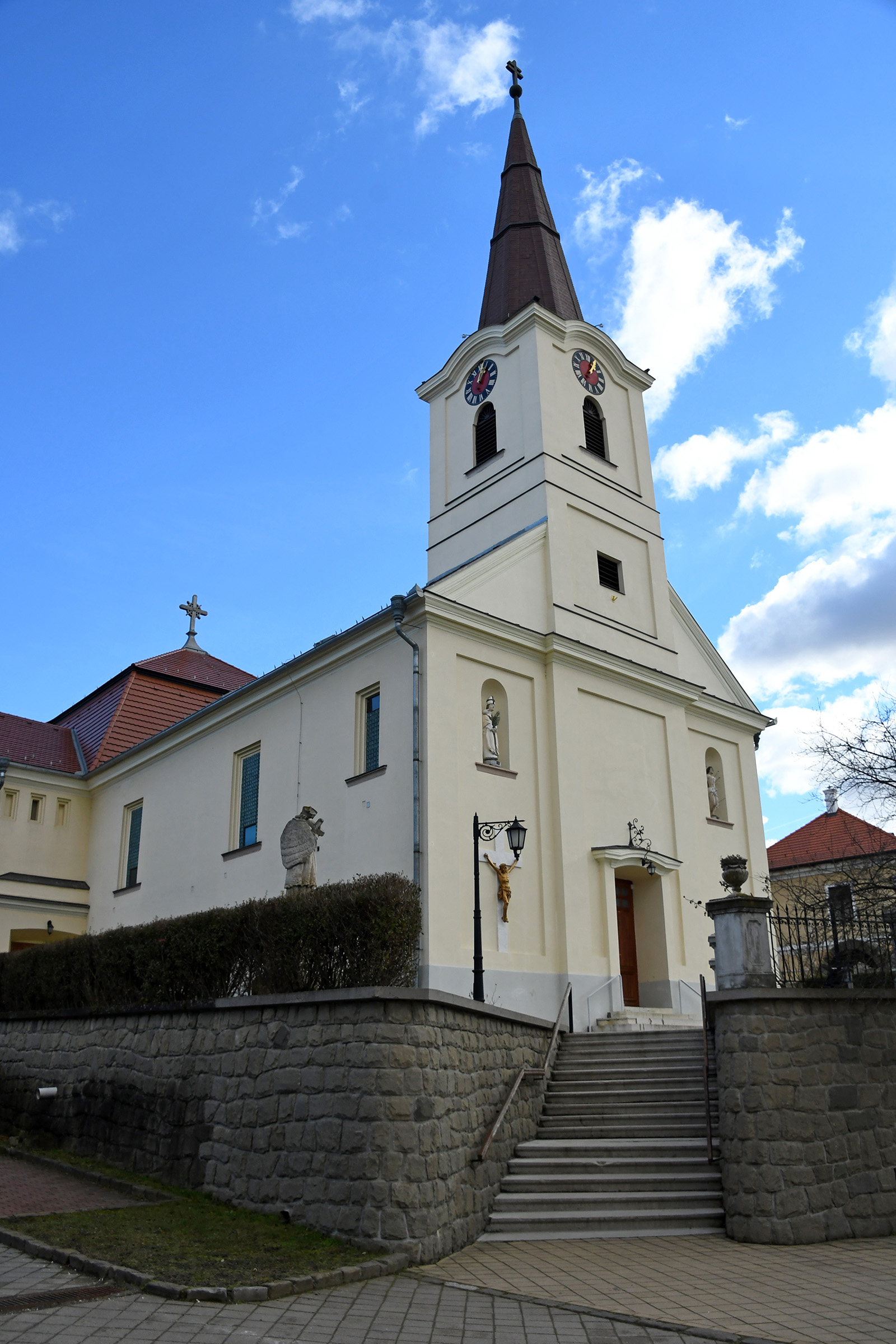
Römisch-katholische Kirche Szent Mihály főangyal
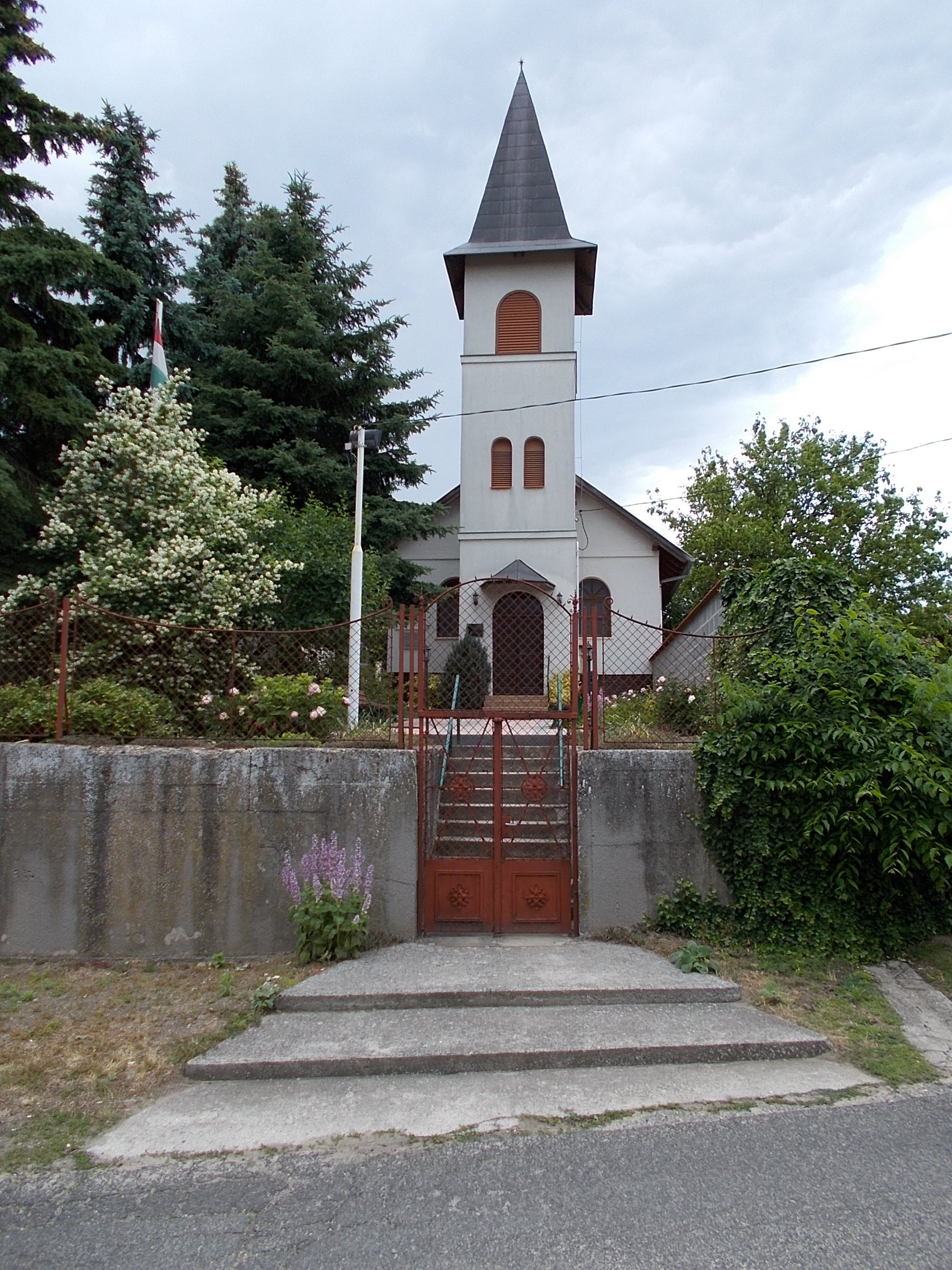
Reformierte Kirche
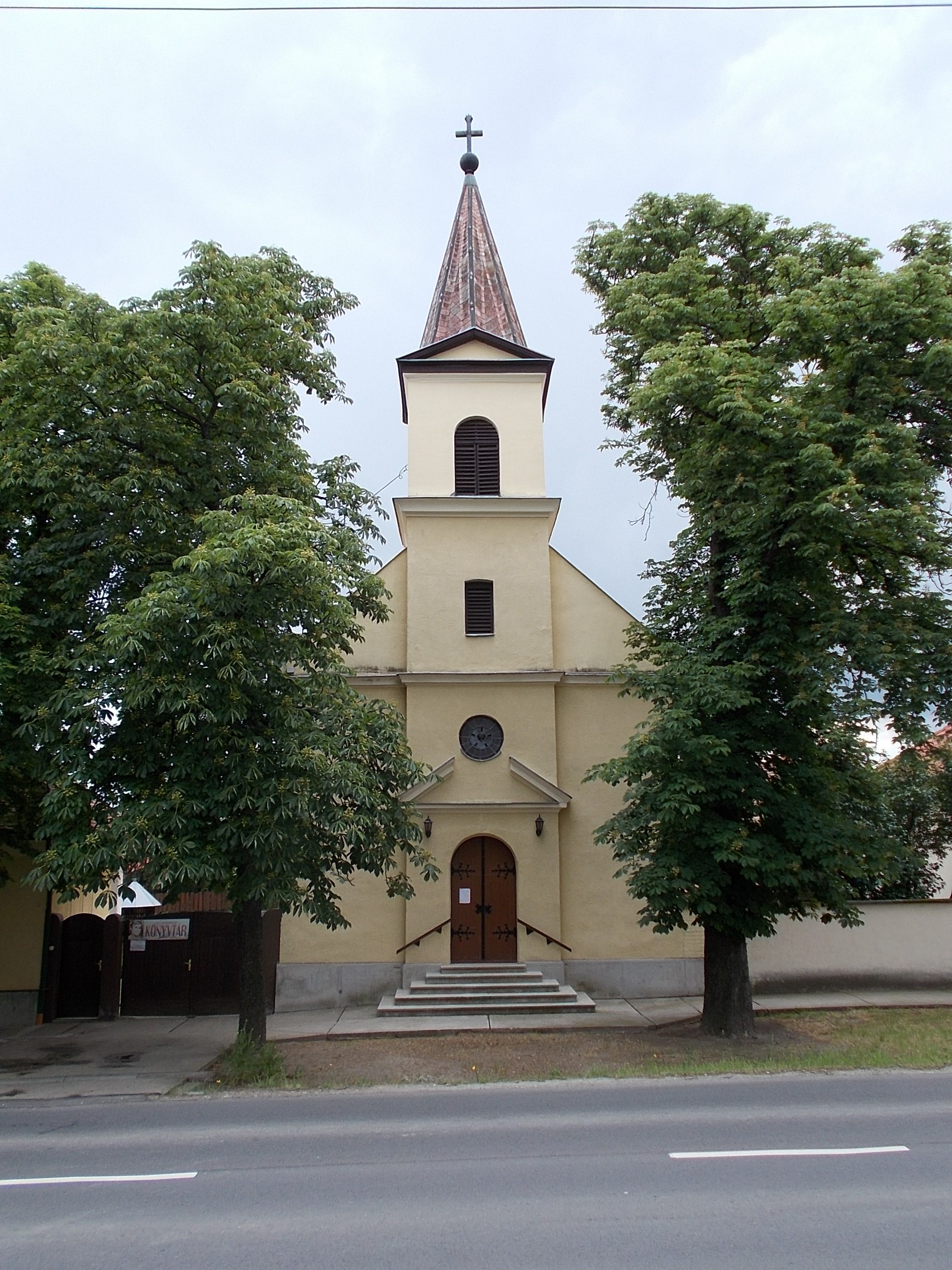
Evangelische Kirche
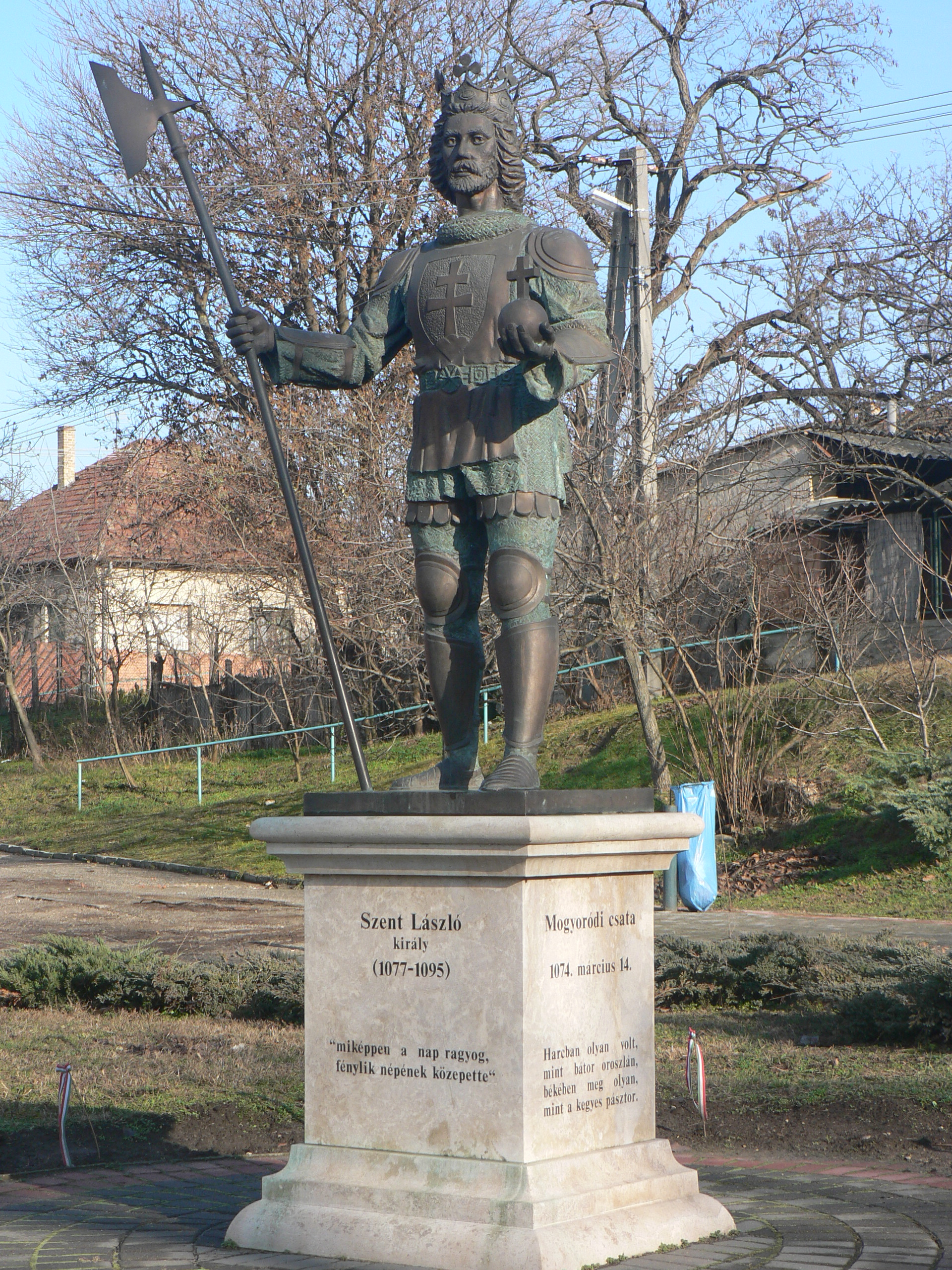
Standbild des Heiligen Ladislaus in Mogyoród
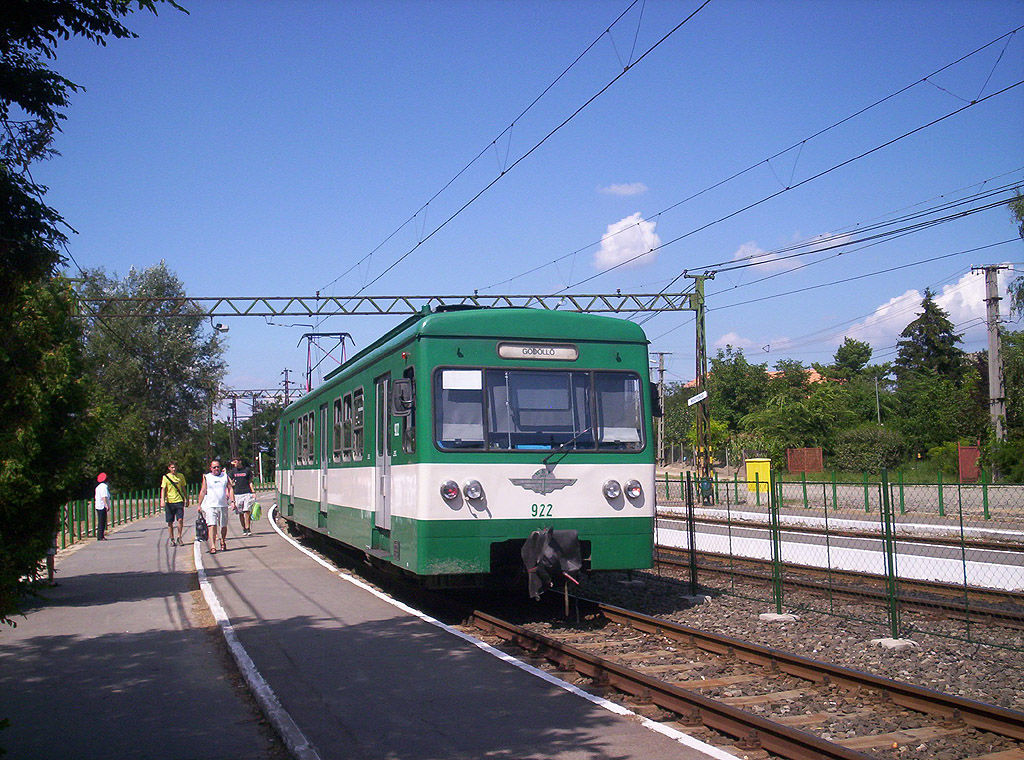
Haltestelle der Vorortbahn HÉV

## Verkehr
Durch Mogyoród verläuft die Landstraße Nr. 2101 und die Autobahn M3. Die Großgemeinde ist angebunden an die Linie 8 der Budapester Vorortbahn HÉV. Der nächstgelegene Bahnhof der MÁV befindet sich östlich in Gödöllő.